# Felsritzungen bei Big Wave Bay (Hongkong)

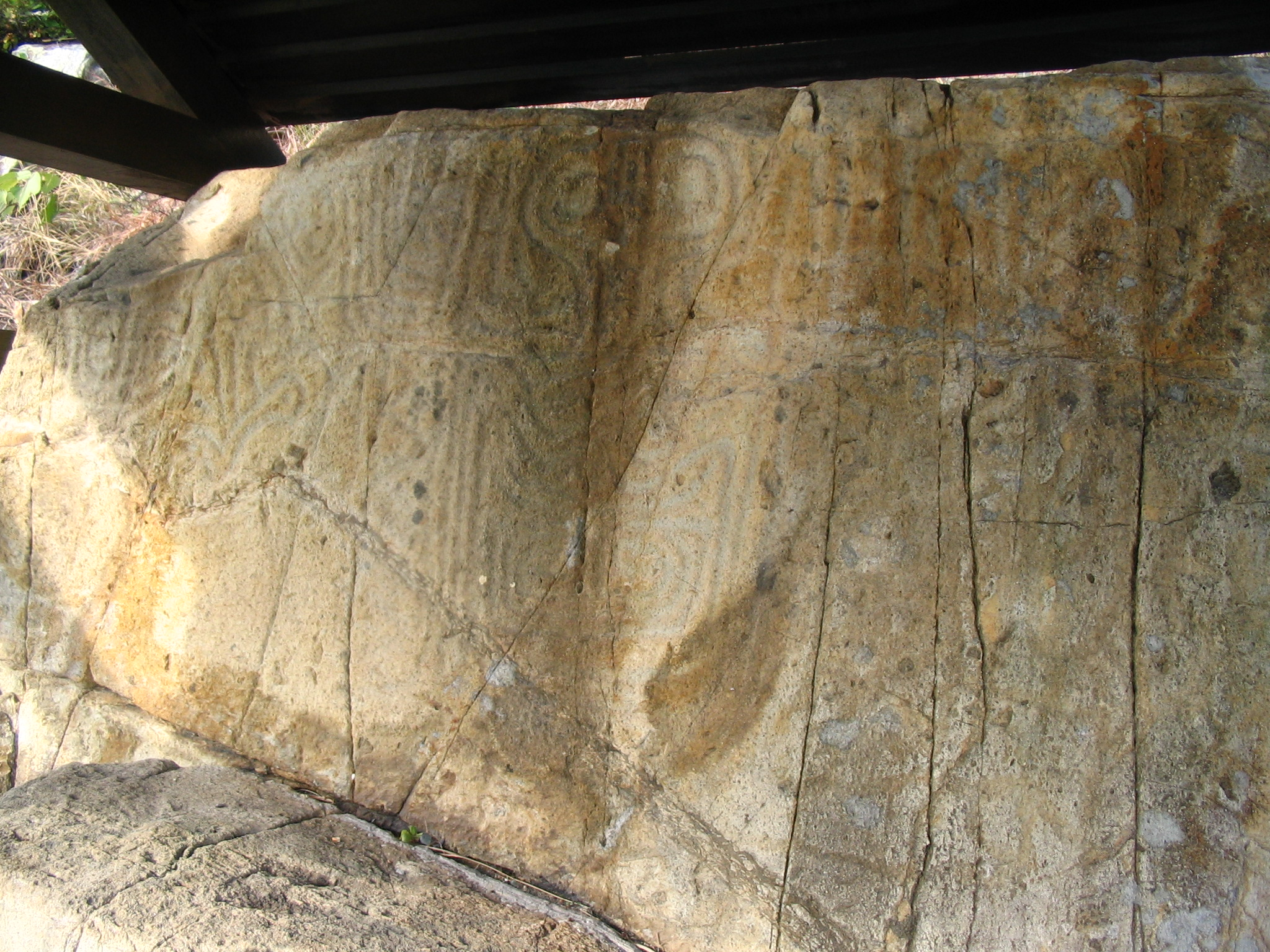
Felsritzungen bei Big Wave Bay

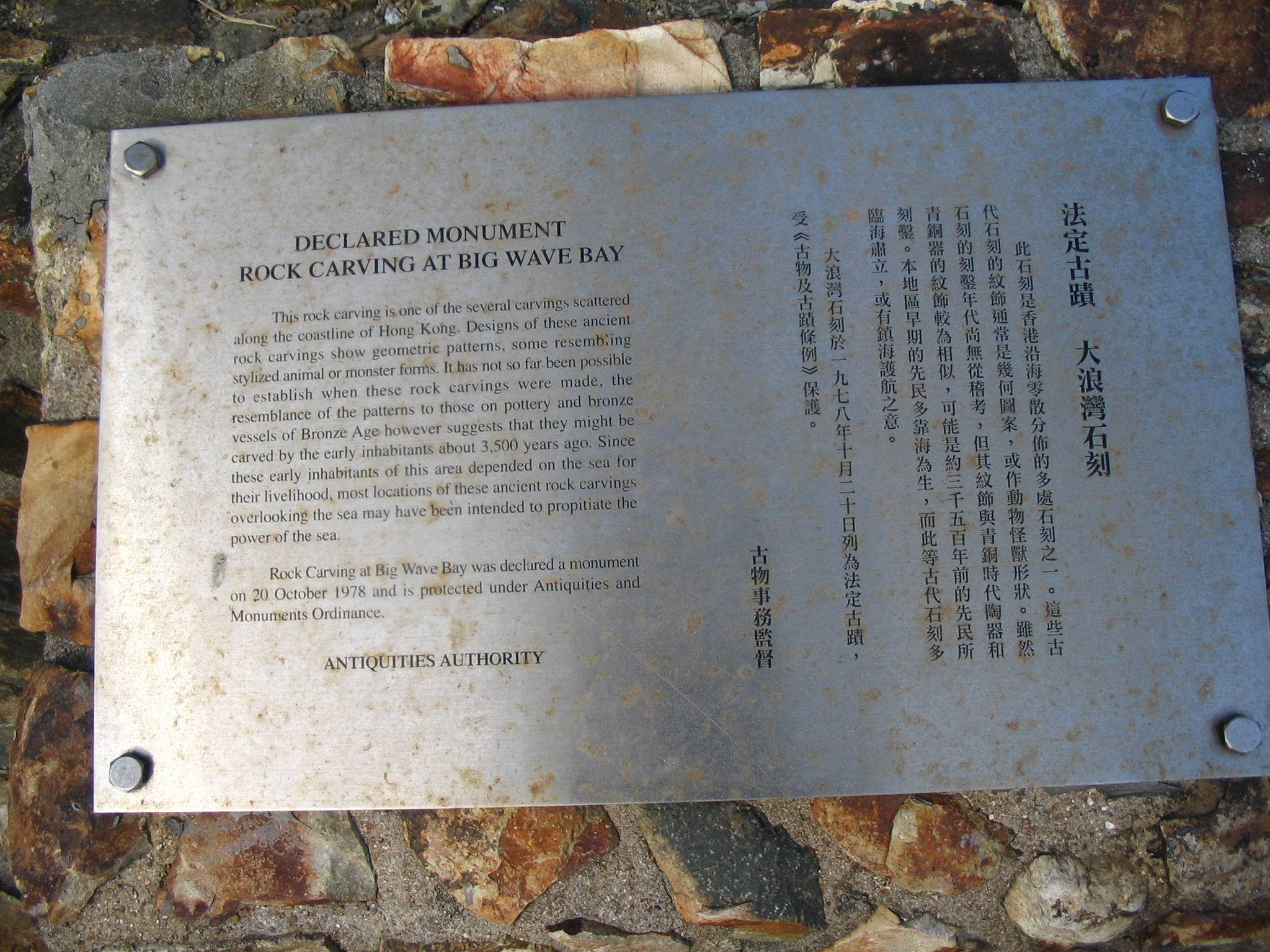
Felsritzungen als Kulturdenkmal der Sonderverwaltungszone Hongkong

Die Felsritzungen bei Big Wave Bay (chinesisch 大浪灣石刻 / 大浪湾石刻, Pinyin Dàlàng Wān Shíkè, Jyutping Daai6long6 Waan1 Sek6hak1) sind Petroglyphen in der Bucht Big Wave Bay von Hongkong.
Über die Felsritzungen wurde offiziell erstmals 1970 von einem Polizisten berichtet. Über ihr Alter gibt es keine gesicherten Erkenntnisse, es wird jedoch vermutet, dass dieses etwa 3500 Jahre beträgt. Die Felsritzungen umfassen eine Fläche von 90 cm mal 180 cm.
Seit dem 13. Oktober 1978 gehören die Petroglyphen zu den Kulturdenkmälern der Sonderverwaltungszone Hongkong und stehen damit unter Denkmalschutz durch die Hongkonger Altertumsbehörde (Antiquities Authority).